# Pedro Velasco
Pedro Pablo Velasco Arboleda (ur. 29 czerwca 1993 w Esmeraldas) – ekwadorski piłkarz występujący na pozycji prawego obrońcy, reprezentant Ekwadoru, od 2013 roku zawodnik Barcelony SC.

## Kariera klubowa
Velasco jest wychowankiem słynnej akademii juniorskiej CD Caribe Junior z siedzibą w Nueva Loja, jako nastolatek był również powoływany do reprezentacji prowincji Sucumbíos. Dzięki dużemu potencjałowi cieszył się zainteresowaniem ze strony zespołów z najwyższej klasy rozgrywkowej – ostatecznie trafił do stołecznego Deportivo Quito. W ekwadorskiej Serie A zadebiutował za kadencji szkoleniowca Rubéna Darío Insúi, 7 sierpnia 2010 w zremisowanym 0:0 spotkaniu z Macarą. Dzień później Insúa został zwolniony ze stanowiska, lecz jego następca Carlos Sevilla zdecydowanie postawił na siedemnastoletniego gracza, który mimo młodego wieku wywalczył sobie niepodważalne miejsce w składzie. Premierowego gola w lidze strzelił 29 stycznia 2011 w wygranej 2:1 konfrontacji z Mantą i w sezonie 2011 jako kluczowe ogniwo defensywy wywalczył z Deportivo tytuł mistrza Ekwadoru. Ogółem w barwach Deportivo spędził trzy lata.
W lutym 2013 Velasco został graczem krajowego giganta i ówczesnego mistrza Ekwadoru – ekipy Barcelona SC z miasta Guayaquil. Szybko został podstawowym prawym defensorem zespołu; w sezonie 2014 zdobył z Barceloną tytuł wicemistrza kraju, a sam został wybrany w oficjalnym plebiscycie do najlepszej jedenastki rozgrywek. Drugi z wymienionych sukcesów powtórzył również dwa lata później, w sezonie 2016 – ponownie znalazł się w najlepszej drużynie rozgrywek i wywalczył z klubem prowadzonym przez Guillermo Almadę swoje drugie mistrzostwo Ekwadoru.

## Kariera reprezentacyjna
W styczniu 2013 Velasco został powołany przez Julio Césara Rosero do reprezentacji Ekwadoru U-20 na Mistrzostwa Ameryki Południowej U-20. Na argentyńskich boiskach rozegrał pięć z dziewięciu możliwych spotkań (wszystkie w wyjściowym składzie), zaś jego drużyna zajęła ostatecznie szóste miejsce w turnieju, niepremiowane awansem na Mistrzostwa Świata U-20 w Turcji.
W seniorskiej reprezentacji Ekwadoru Velasco zadebiutował za kadencji selekcjonera Gustavo Quinterosa, 8 czerwca 2017 w zremisowanym 1:1 meczu towarzyskim z Wenezuelą.